# Campionato africano maschile di pallacanestro 2005
Il 23º Campionato Africano Maschile di Pallacanestro FIBA (noto anche come FIBA AfroBasket 2005) si è svolto in Algeria dal 15 al 24 agosto 2005. Il torneo è stato vinto dall'Angola.
I Campionati africani maschili di pallacanestro sono una manifestazione biennale tra le squadre nazionali del continente, organizzata dalla FIBA Africa.

## Squadre partecipanti
| Gruppo A                                                      | Gruppo B                                                                  |
| ------------------------------------------------------------- | ------------------------------------------------------------------------- |
| - Algeria - Costa d'Avorio - Gabon - Mali - Nigeria - Tunisia | - Angola - Rep. Centrafricana - Marocco - Mozambico - Senegal - Sudafrica |

## Qualificazioni mondiali
Le prime tre classificate partecipano ai mondiali del 2006 in giappone.

## Gironi di qualificazione

### Gruppo A
| Squadra        | P | G | V | P | PF  | PS  | Diff |
| -------------- | - | - | - | - | --- | --- | ---- |
| Nigeria        | 9 | 5 | 4 | 1 | 386 | 328 | +58  |
| Algeria        | 9 | 5 | 4 | 1 | 374 | 337 | +37  |
| Tunisia        | 7 | 5 | 2 | 3 | 355 | 357 | -2   |
| Mali           | 7 | 5 | 2 | 3 | 382 | 376 | +6   |
| Gabon          | 7 | 5 | 2 | 3 | 250 | 293 | -43  |
| Costa d'Avorio | 6 | 5 | 1 | 4 | 254 | 310 | -56  |

1ª giornata
| Mali    | 61–80 | Tunisia        |
| Nigeria | 87–56 | Costa d'Avorio |
| Algeria | 80–52 | Gabon          |

2ª giornata
| Mali           | 77–83 | Nigeria |
| Algeria        | 84–72 | Tunisia |
| Costa d'Avorio | 74–65 | Gabon   |

3ª giornata
| Mali    | 74–76 | Gabon          |
| Tunisia | 65–78 | Nigeria        |
| Algeria | 71–58 | Costa d'Avorio |

4ª giornata
| Algeria | 73–72 | Nigeria        |
| Tunisia | 73–65 | Gabon          |
| Mali    | 87–71 | Costa d'Avorio |

5ª giornata
| Nigeria        | 66–57 | Gabon   |
| Costa d'Avorio | 69–65 | Tunisia |
| Algeria        | 66–83 | Mali    |

### Gruppo B
| Squadra            | P  | G | V | P | PF  | PS  | Diff |
| ------------------ | -- | - | - | - | --- | --- | ---- |
| Angola             | 10 | 5 | 5 | 0 | 421 | 232 | +189 |
| Senegal            | 9  | 5 | 4 | 1 | 273 | 201 | +72  |
| Rep. Centrafricana | 8  | 5 | 3 | 2 | 213 | 226 | -13  |
| Marocco            | 7  | 5 | 2 | 3 | 228 | 260 | -32  |
| Sudafrica          | 6  | 5 | 1 | 4 | 232 | 313 | -81  |
| Mozambico          | 5  | 5 | 0 | 5 | 258 | 393 | -135 |

1ª giornata
| Rep. Centrafricana | 65–50  | Mozambico |
| Angola             | 102–47 | Sudafrica |
| Senegal            | 70–60  | Marocco   |

2ª giornata
| Marocco   | 69–65 | Mozambico          |
| Angola    | 67–59 | Senegal            |
| Sudafrica | 65–66 | Rep. Centrafricana |

3ª giornata
| Sudafrica          | 60–67 | Marocco   |
| Rep. Centrafricana | 46–77 | Angola    |
| Senegal            | 79–47 | Mozambico |

4ª giornata
| Angola             | 100–37 | Mozambico |
| Rep. Centrafricana | 60–49  | Marocco   |
| Senegal            | 85–45  | Sudafrica |

5ª giornata
| Mozambico          | 59–80 | Sudafrica |
| Rep. Centrafricana | 42–50 | Senegal   |
| Angola             | 75–43 | Marocco   |

## Fase ad eliminazione diretta
|  | Quarti di finale   | Quarti di finale |                 |         | Semifinali                | Semifinali                |  |  | Finale          | Finale |
|  |                    |                  |                 |         |                           |                           |  |  |                 |        |
|  | 22 agosto, 2005    |                  |                 |         |                           |                           |  |  |                 |        |
|  |                    |                  |                 |         |                           |                           |  |  |                 |        |
|  | Algeria            | 81               |                 |         |                           |                           |  |  |                 |        |
|  | Algeria            | 81               | 23 agosto, 2005 |         |                           |                           |  |  |                 |        |
|  | Marocco            | 66               |                 |         |                           |                           |  |  |                 |        |
|  | Marocco            | 66               | Algeria         | 48      |                           |                           |  |  |                 |        |
|  | 22 agosto, 2005    |                  | Algeria         | 48      |                           |                           |  |  |                 |        |
|  |                    | Senegal          | 80              |         |                           |                           |  |  |                 |        |
|  | Senegal            | Senegal          | 80              | 72      |                           |                           |  |  |                 |        |
|  | Senegal            |                  | 24 agosto, 2005 | 72      |                           |                           |  |  |                 |        |
|  | Tunisia            | 67               |                 |         |                           |                           |  |  |                 |        |
|  | Tunisia            | 67               | Senegal         | 61      |                           |                           |  |  |                 |        |
|  | 22 agosto, 2005    |                  | Senegal         | 61      |                           |                           |  |  |                 |        |
|  |                    | Angola           | 70              |         |                           |                           |  |  |                 |        |
|  | Angola             | Angola           | 70              | 67      |                           |                           |  |  |                 |        |
|  | Angola             | 23 agosto, 2005  |                 | 67      |                           |                           |  |  |                 |        |
|  | Mali               | 50               |                 |         |                           |                           |  |  |                 |        |
|  | Mali               | 50               | Angola          | 67      | Finale per il terzo posto | Finale per il terzo posto |  |  |                 |        |
|  | 22 agosto, 2005    |                  | Angola          | 67      | Finale per il terzo posto | Finale per il terzo posto |  |  |                 |        |
|  |                    | Nigeria          | 62              |         |                           |                           |  |  |                 |        |
|  | Nigeria            | Nigeria          | 62              | 63      | Algeria                   | 66                        |  |  |                 |        |
|  | Nigeria            |                  |                 | 63      | Algeria                   | 66                        |  |  |                 |        |
|  | Rep. Centrafricana | 51               |                 | Nigeria | 88                        |                           |  |  |                 |        |
|  | Rep. Centrafricana | 51               |                 |         | 88                        |                           |  |  |                 |        |
|  |                    |                  |                 |         |                           |                           |  |  | 24 agosto, 2005 |        |
|  |                    |                  |                 |         |                           |                           |  |  |                 |        |

## Classifica finale
| Campione d'Africa | Campione d'Africa                    | Campione d'Africa | Campione d'Africa |
| --- | ------------------------------------ | ----------------- | --- |
| Angola Qualificata ai Mondiali 2006 Angola4 Cipriano, 5 Costa, 6 Victoriano, 7 Monteiro, 8 Jerónimo, 9 Morais, 10 Gomes, 11 Muzadi, 12 Moussa, 13 Almeida, 14 Lutonda, 15 Mingas, All. Mário Palma |                                      |                   | |
| Pos. | Squadra                              | V/P               | Formazione |
| | Senegal Qualificata ai Mondiali 2006 | 6-2               | Senegal4 N'Diaye, 5 Pene, 6 Traoré, 7 Cissé, 8 Konare, 9 N'Doye, 10 Faye, 11 Aw, 12 Ndong, 13 Camara, 14 Wane, 15 Badiane, All. Abdou N'Diaye                                           |
| | Nigeria Qualificata ai Mondiali 2006 | 6-2               | Nigeria4 Ogwudire, 5 Badmus, 6 Oguchi, 7 Udoka, 8 Varem, 9 Mohammed, 10 Nwosu, 11 Ibekwe, 12 Awojobi, 13 Muoneke, 14 Eze, 15 Oyedeji, All. Sam Vincent                                  |
| 4. | Algeria                              | 5-3               | Algeria4 Boulaya, 5 Bouziane, 6 Atamna, 7 Fergati, 8 Harouni, 9 Canon, 10 Djellali, 11 Haif, 12 Boughedir, 13 Benramdane, 14 Sayah, 15 Oukid, All. Faïd Bilal                           |
| 5. | Rep. Centrafricana                   | 5-3               | Rep. Centrafricana4 Kalambani, 5 Koundjia, 6 Beyina, 7 Gotagni, 8 Bomayako, 9 Kodjo-Sitchi, 10 F. Pehoua, 11 L. Pehoua, 12 Damachoua, 13 Songondo, 14 Mombollet, 15 Asrangue, All. -    |
| 6. | Marocco                              | 3-5               | Marocco4 Jaquoq, 5 Khalfi, 6 Bourouis, 7 El Masbahi, 8 Bakkas, 9 Mouak, 10 Bouhelal, 11 Bouha, 12 Houari Bassim, 13 Bassine, 14 Boustout, 15 El Mouttalibi, All. Jean-Paul Rebatet      |
| 7. | Mali                                 | 3-5               | Mali4 Niakaté, 5 Diarra, 6 Sy, 7 Sylla, 8 Cissé, 9 Sani, 10 Traoré, 11 Diawara, 12 Diakité, 13 Keita, 14 Ouattara, 15 Samake, All. Sylvain Lautié                                       |
| 8. | Tunisia                              | 2-6               | Tunisia4 Slimane, 5 el-Amri, 6 Ferjani, 7 Dhifallah, 8 Bouslama, 9 Kechrid, 10 Khenfir, 11 Lahmar, 12 Maoua, 13 Stiti, 14 Ouellani, 15 Maalaoui, All. Adel Tlatli                       |
| 9. | Gabon                                | 3-4               | Gabon4 Ndong, 5 Essongué, 6 Ambourouet, 7 Boussougou, 8 Assoumou, 9 Moussounda, 10 Minkoe, 11 Bissielou, 12 Retono, 13 Lasme, 14 Mepoui, 15 Dongo, All. Arimbi Nkolo                    |
| 10. | Costa d'Avorio                       | 3-4               | Costa d'Avorio4 Kouadio, 5 Le Brun, 6 Bangoura, 7 Besse, 8 Affi, 9 Touali, 10 Abo, 11 Yao, 12 Behinan, 13 Amalabian, 14 Dioum, 15 Konaté, All. -                                        |
| 11. | Mozambico                            | 1-6               | Mozambico4 Mandlate, 5 Mazive, 6 Matavele, 7 Letela, 8 Cabral, 9 Tamele, 10 De Deus, 11 Muchate, 12 Magoliço, 13 Nhatitima, 14 Magulisso, 15 Muianga, All. Milagre Macome               |
| 12. | Sudafrica                            | 1-6               | Sudafrica4 Mazibuko, 5 Denyssen, 6 Nthuping, 7 Engelbrecht, 8 Malan, 9 Sibankulu, 10 Madonda, 11 Gilchrist, 12 Molebatsi, 13 Mothiba, 14 Ngobeni, 15 Trauernicht, All. Terry Pretoritis |